# Ptolemeusz (król Kommageny)
Ptolemeusz (gr.: Πτολεμαῖος, Ptolemaios, zm. ok. 130 p.n.e.) – seleukidzki gubernator (epistates) Kommageny w latach ok. 170-163 p.n.e., pierwszy król (basileus) Kommageny z armeńskiej dynastii Orontydów od 163 p.n.e. do swej śmierci. Prawdopodobnie syn króla Armenii Kserksesa i królowej Antiochis, córki króla państwa Seleucydów Seleukosa II Kallinikosa i królowej Laodiki II.
Ptolemeusz był ostatnim gubernatorem Kommageny, prowincji w imperium Seleucydów, za panowania królów Antiocha IV Epifanesa i Antiocha V Eupatora. Kiedy imperium Seleucydów zaczęło się rozpadać w r. 163 p.n.e., Ptolemeusz zdecydował zbuntować się i uczynić Kommagenę niezależnym królestwem, przyjmując tytuł króla. Postanowił także ogłosić Samosatę, która była stolicą satrapii pod panowaniem Seleucydów, stolicą nowego królestwa.
Ptolemeusz był faktycznie królem zależnym od Mitrydatesa I, króla Partii oraz związanym z królewską dynastią partyjską. Według zachowanych reliefów znalezionych na górze Nemrut, archeolodzy odkryli, że Ptolemeusz był potomkiem króla perskiego Dariusza I Wielkiego. Ptolemeusz zmarł ok. 130 p.n.e. Z nieznaną z imienia żoną miał jedynego syna i następcę Samosa Theosebesa Dikajosa.